# Meklenbursko-Přední Pomořansko
Meklenbursko-Přední Pomořansko (německy Mecklenburg-Vorpommern  [ˈmeːklənbʊʁk ˈfoːɐ̯pʰɔmɐn], dolnoněmecky Mäkelborg-Vörpommern) je jedna z 16 spolkových zemí Německa. Rozkládá se na severovýchodě Německa při pobřeží Baltského moře. Na severu hraničí s Baltským mořem, na západě s německou spolkovou zemí Šlesvickem-Holštýnskem, na jihozápadě s německou spolkovou zemí Dolním Saskem, na jihu s německou spolkovou zemí Braniborskem, a na východě s polským vojvodstvím Západopomořanským (Zachodniopomorskie). V Německu se řadí mezi spolkové země s nejnižší hustotou zalidnění. Každoročně přitahuje mnoho turistů svými plážemi a ostrovy při pobřeží Baltského moře, jakož i množstvím jezer ve svém vnitrozemí (Meklenburská jezerní plošina). Celé její území je součástí severoněmecké nížiny. V současných hranicích existuje od roku 1993. V letech 1990–1993 mělo Meklenbursko-Přední Pomořansko poněkud odlišné hranice než má dnes.

## Dějiny

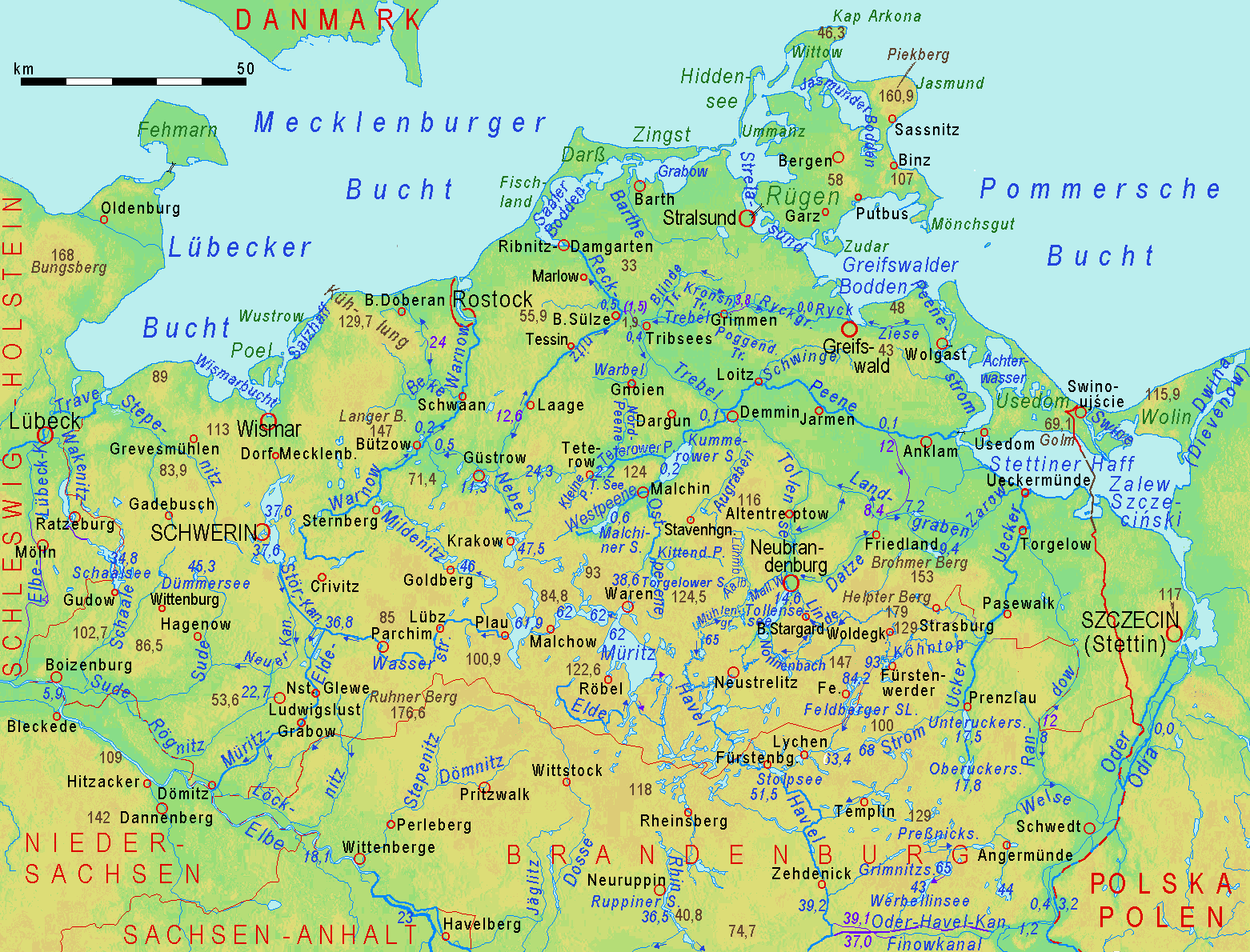
Topografie

Pro dějiny do roku 1945 viz Meklenbursko, Pomořansko a Prusko.
Po druhé světové válce 9. července 1945 Sovětský svaz vytvořil v rámci své okupační zóny autonomní Zemi Meklenbursko. Ta byla vytvořena sloučením téměř celého dosavadního Meklenburska (s výjimkou dosud meklenburské a později dolnosaské vesnice Kaltenhof, ležící na levém břehu Labe a spadající do Britské okupační zóny, celé Meklenbursko v hranicích platných po 1. dubnu 1937 na základě zákona o Velkém Hamburku a dalších územních úpravách) s částmi bývalých pruských provincií Pomořanska a Hannoverska (moderní obec Amt Neuhaus v dnešní německé spolkové zemi Dolní Sasko).
31. července 1945 pak byla tato země přejmenována na Meklenbursko-Přední Pomořansko. 13. listopadu 1945 byla podepsána Barber-Ljaščenkova dohoda, podle níž byla provedena k 26. listopadu 1945 územní výměna mezi Britskou a Sovětskou okupační zónou. Podle této dohody byly dosud meklenburské obce Bäk, Mechow, Römnitz a Ziethen předány do britské okupační zóny, kde se staly součástí Šlesvicka-Holštýnska, naopak k Meklenbursku-Přednímu Pomořansku v sovětské okupační zóně byly připojeny vesnice Dechow, Groß Thurow, Klein Thurow a Lassahn, patřící dosud v rámci Britské okupační zóny ke Šlesvicku-Holštýnsku.
1. března 1947 došlo z ideologických důvodů k záměrnému přejmenování Meklenburska-Předního Pomořanska zpět na Meklenbursko. Tato země se pak 7. října 1949 stala součástí zprvu federativní Německé demokratické republiky (NDR), kde pak tvořila jednu z jejích 6 autonomních zemí. Mapa tehdejšího Meklenburska je zde Archivováno 3. 1. 2006 na Wayback Machine.. 1. července 1950 pak byl zrušen původně pomořanský zemský okres Randow, a jižní část jeho území byla připojena k Braniborsku.

### 1945–1990

Vlajka používaná v letech 1946–1952

Meklenbursko-Pomořansko

23. července 1952 však došlo k přeměně NDR v centralistický stát a zrušení zemí, které byly rozděleny mezi nově vzniklé kraje nerespektující zemské hranice, které byly až na výjimky historické (ještě z dob Vídeňského kongresu) a v případě tehdejších Meklenbursko-Braniborských hranic staré řadu staletí. Území stávajícího Meklenburska bylo rozděleno mezi kraje Rostock, Schwerin, Potsdam, Neubrandenburg a Frankfurt (Oder). Ty se dále členily na okresy (Kreise) a městské okresy (Stadtkreise). Další vývoj viz NDR.

### Od sjednocení NDR do roku 1992
Po událostech v roce 1989, pak 3. října 1990 došlo ke sjednocení NDR se Spolkovou republikou. Současně došlo i k obnově zemí, jejichž hranice se však již nedržely původních zemských hranic z let 1945–1952, ale byly vytvořeny narychlo z hranic dosavadních okresů z let 1952–1990. Nově vzniklá země Meklenbursko-Přední Pomořansko byla vymezena územím celého dosavadního kraje Rostock; dále pak územím okresů Gadebusch, Hagenow, Ludwigslust, Schwerin, Parchim, Lübz, Güstrow, Bützow, Sternberg a městského okresu Schwerin (tyto okresy tvořily součást dosavadního kraje Schwerin); Röbel, Waren, Teterow, Malchin, Demmin, Altentreptow, Anklam, Ueckermünde, Neustrelitz, Neubrandenburg, Strasburg a městského okresu Neubrandenburg (tyto okresy tvořily součást dosavadního kraje Neubrandenburg).
Části území původní země z let 1945–1952, které po staletí tvořily součást historických zemí Meklenburska a Pomořanska se najednou ocitly v Braniborsku. V případě Meklenburska šlo o okolí Brunowa v dosavadním okrese Perleberg, malé území v dosavadním okrese Pritzwalk asi 4 km západně od osady Stepenitz a pruh území jižně od braniborského Ravensbrücku (Fürstenberg s okolím) v dosavadním okrese Gransee. V případě Pomořanska šlo o území severně od řeky Welse v dosavadním okrese Angermünde. Naopak se součástí nové země stala území která po staletí tvořila součást Braniborska (jižní část dosavadního okresu Ludwigslust; jihovýchodní část dosavadního okresu Parchim; jihozápadní část dosavadního okresu Passewalk; východní polovina okresu Strasburg včetně města Strasburg).

### Od roku 1992 do současnosti
V roce 1994 došlo ke správní reformě, staré okresy z doby NDR byly zrušeny. Kromě toho došlo v letech 1992–1993 i k určitým korekcím hranic spolkových zemí Saska, Dolního Saska, Durynska, Braniborska a Meklenburska-Předního Pomořanska. Na základě „Státní smlouvy mezi zeměmi Braniborskem a Meklenburskem-Předním Pomořanskem o úpravě společné zemské hranice“  byly Braniborsku vrácena následující území: většina území v bývalém okrese Ludwigslust (nicméně část území s obcí Steesow a jejími osadami osadami Zuggelrade a Bochin, a obec Milow, jejíž místní části Milow, Deibow, Krinitz a Görnitz dříve tvořily součást Braniborska je stále součástí Meklenburska-Předního Pomořanska); dále pak části území Ukerské marky zahrnující moderní obec Uckerland a celé dnešní území města Brüssow. Meklenbursku-Přednímu Pomořansku se naopak vrátily obce Brunow, Dambeck, a osady Pampin a Platschow (obě dnes tvoří místní části obce Ziegendorf). Z území původně výlučně braniborské Ukerské marky však zůstávají součástí Meklenburska-Předního Pomořanska nadále tyto obce a města: Bergholz, Blumenhagen, Brietzig, Damerow, Fahrenwalde, Groß Luckow, Klein Luckow, Nieden, Papendorf, Polzow, Rollwitz, Rossow, Strasburg, Zerrenthin a Züsedom.
Další změna se týkala úpravy společné zemské hranice s Dolním Saskem, které 30. června 1993 získalo podle smlouvy s Meklenburskem-Předním Pomořanskem území na pravém břehu Labe, jež do roku 1945 patřilo k pruské provincii Hannoversku: obec Amt Neuhaus s osadami Sückau, Preten, Dellien, Rosien, Sumte, Krusendorf, Stiepelse, Neu Wendischthun, Haar, Darchau, Stapel, Vockfey, Zeetze, Stixe, Laave, Kaarßen, Pinnau, Tripkau, Wehningen, Bohnenburg, Strachau, Laake, Herrenhof, Bitter, Privelack, včetně původně meklenburské osady Niendorf.

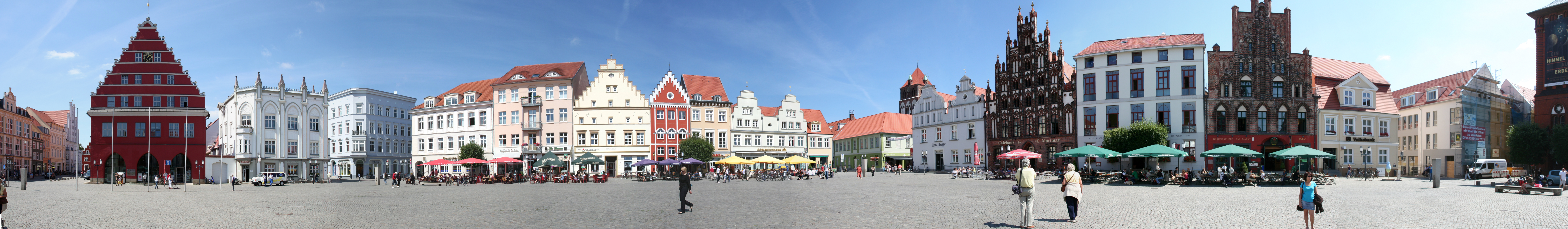
Náměstí v Greifswaldu (Marktplatz), typická architektura pro Meklenbursko-Přední Pomořansko

## Historické části
Asi ze dvou třetin tvoří její území téměř celé území historické země Meklenbursko; dále k ní patří část někdejší pruské provincie Pomořan (tzv. Přední Pomořansko, jakož i malé části oblasti Prignitz (do roku 1952 součást Braniborska), nejsevernější část Ukerské marky (do roku 1952 součást Braniborska) a nepatrná část bývalé pruské provincie Šlesvicko-Holštýnsko (vesnice Dechow, Groß Thurow, Klein Thurow a Lassahn, připojené v listopadu 1945 na základě Barber-Ljaščenkovy dohody).

## Administrativní členění
V současné době se Meklenbursko-Přední Pomořansko člení na 6 zemských okresů (Landkreise).
| 1. Ludwigslust-Parchim 2. Meklenburská jezerní plošina (Mecklenburgische Seenplatte) 3. Severozápadní Meklenbursko (Nordwestmecklenburg) | 1. Rostock 2. Přední Pomořansko-Greifswald (Vorpommern-Greifswald) 3. Přední Pomořansko-Rujána (Vorpommern-Rügen) |

Mimo tyto okresy se zde nachází ještě 2 městské okresy (Kreisfreie Städte):
1. Rostock
2. Schwerin

Meklenbursko-Přední Pomořansko má celkem 858 měst a obcí (stav k 1. lednu 2005). Z toho je 6 městských okresů a 852 měst a obcí v rámci zemských okresů. Zemské okresy se dále člení na 85 oblastí (Ämtern) a 43 měst a obcí na úrovni oblasti (Amstfreie Städte) a (Amstfreie Gemeinden). Oblasti se dál člení na 810 měst a obcí (Amtsangehörige Städte) a (Amtsangehörige Gemeinden).

## Školství
Univerzita v Rostocku, Univerzita Ernsta Moritze Arndta v Greifswaldu

## Předsedové vlád Meklenburska-Předního Pomořanska
(1945–1952: Předsedové vlád Meklenburska)
1. 1945–1951 – Willi Hocker
2. 1951 – Kurt Bürger
3. 1951–1952 – Bernhard Quandt
4. 1990–1992 – Alfred Gomolka (CDU)
5. 1992–1998 – Berndt Seite (CDU)
6. 1998–2008 – Harald Ringstorff (SPD)
7. 2008–2017 – Erwin Sellering (SPD)
8. od 2017 – Manuela Schwesigová (SPD)